# Christian Møller Dahl
 Christian Møller Dahl  er professor i økonomi ved Syddansk Universitet med ekspertise indenfor data science, machine learning, særligt i forbindelse med digitalisering af historiske kilder, samt anvendt forskning baseret på brug af tidsseriedata.

## Biografi
Christian Møller Dahl er født i Danmark. Han gennemførte en kandidatgrad i økonomi ved Aarhus Universitet, hvor han blev cand.oecon. i 1994 og senere også skrev en ph.d. i økonomi.
Han arbejdede efterfølgende som adjunkt og lektor i økonomi ved Purdue University i Indiana. Han har siden 2010 været ansat som professor ved Syddansk Universitet.
Udover sin akademiske karriere er Dahl medstifter og COO (Chief Operating Officer) i konsulentvirksomheden Rooftop Analytics ApS.

## Forskning
Fælles for det meste af Dahls forskning er forsøget på at anvende big data, kunstig intelligens og machine learning til at skabe datakilder, der kan besvare forskelligartede spørgsmål indenfor økonomi, men også andre relaterede discipliner som sundhedsforskning og psykologi.